# W nagłym wypadku
W nagłym wypadku (ang. In Case of Emergency, 2007) – amerykański serial komediowy nadawany przez stację ABC od 3 stycznia do 11 kwietnia 2007 roku. W Polsce serial jest nadawany od 2 stycznia 2011 roku na kanale Comedy Central Polska.
12 kwietnia 2007 roku na kanale ABC, w którym miał zostać wyemitowany ostatni odcinek serialu, został oficjalnie anulowany.

## Opis fabuły
Kilka lat po zakończeniu edukacji, przyjaciele z lat szkolnych: Harry (Jonathan Silverman), Jason (David Arquette), Sherman (Greg Germann) i Kelly (Kelly Hu) dochodzą do wniosku, iż ich życie nie potoczyło się tak, jak kiedyś planowali. Niespodziewane wydarzenie sprawia, że ich losy ponownie się zacieśniają, a monotonne życie nabiera nowych barw.

## Obsada
- Jonathan Silverman jako Harry Kennison
- David Arquette jako Jason Ventress
- Greg Germann jako Sherman Yablonsky
- Kelly Hu jako Kelly Lee
- Lori Loughlin jako doktor Joanna Lupone
- Jackson Bond jako Dylan Kennison